# Roman Odzierzyński
Roman Władysław Odzierzyński (né le 28 février 1892 à Lemberg mort le 9 juillet 1975 à Londres) est un militaire et un homme d'État polonais. Il est Premier ministre du gouvernement polonais en exil de septembre 1950 à décembre 1953.

## Biographie
Il fait des études de droit et de sciences politiques à l'Université de Lviv. Il est incorporé à l'armée austro-hongroise en 1910. Il sort diplômé de l'école d'officiers d'artillerie. Il fait toute sa carrière dans l'artillerie.
En août 1914 Il est intégré au 11e régiment d'artillerie (howitzers) et est promu capitaine en janvier 1919.
De 1933 à 1939, il commande des unités de défense anti-aérienne.
Pendant la campagne de Pologne, il passe en Roumanie et parvient à gagner la France.
Il commande l'artillerie de la 4e division d'infanterie polonaise pendant la bataille de France. Il commande ensuite l'artillerie de la Brigade indépendante de chasseurs des Carpates de 1940 à 1942.
Il rejoint alors le Deuxième corps polonais dont il devient commandant de l'artillerie. Il sera officier général commandant l'artillerie pendant la campagne d'Italie.
À l'issue de la guerre, il rejoint le Royaume-Uni. Il est nommé Premier ministre du Gouvernement polonais en exil à Londres le 25 septembre 1950. Il restera à ce poste jusqu'en 1953. Il cumule également les fonctions de ministre de la Défense et de l'Intérieur.